# Hierro
Pour les articles homonymes, voir Hierro (homonymie).
Pour plus de détails, voir Fiche technique et Distribution.
Hierro est un thriller psychologique et un film d'horreur espagnol réalisé par Gabe Ibáñez, sorti en 2009. Il n'a pas été distribué dans les salles de cinéma. En France, il est sorti en DVD sous le titre Hierro, l'île du mal.

## Synopsis
Le jeune Diego disparaît mystérieusement à bord d'un ferry vers l'île d'El Hierro des îles Canaries, ce qui fait hurler d'angoisse sa mère. Nul ne sait s'il s'agit d'un accident en tombant par-dessus bord ou d'un enlèvement. Au bout de six mois, chez elle en Espagne, cette dernière garde le moral tant bien que mal et reçoit un appel d'El Hierro : le corps de son fils a été découvert…

## Fiche technique
- Titre original : Hierro
- Réalisation : Gabe Ibáñez
- Scénario : Jesús de la Vega et Javier Gullón
- Direction artistique : Patrick Salvador
- Costumes : Patricia Martínez
- Montage : Enrique Garcia
- Musique : Zacarías M. de la Riva
- Production : Álvaro Augustín et Jesús de la Vega
- Sociétés de production : Madrugada Films, Telecinco Cinema, Roxbury Pictures, AXN et User T-38
- Société de distribution : Le Pacte
- Pays d'origine :  Espagne
- Langue originale : espagnol
- Format : couleur — 2,35 : 1 — 35 mm
- Genre : thriller psychologique
- Durée : 94 minutes
- Dates de sortie :
  - Espagne : 15 janvier 2010
  - France : 24 novembre 2010 (DVD)

## Distribution
- Elena Anaya (VF : Edwige Lemoine) : María
- Bea Segura (VF : Dominique Léandri) : Laura
- Mar Sodupe (VF : Doris Streibl) : Tania
- Andrés Herrera (VF : Bertrand Nadler) : Antonio
- Miriam Correa (VF : Annie Le Youdec) : Julia
- Javier Mejía (VF : Patrick Mancini) : Matías
- Kaiet Rodríguez : Diego

Source et légende : Version française (VF) selon le carton du doublage français sur le DVD zone 2.

## Réception

### Festivals
Ce film a été présenté le 18 mai 2009 au Festival de Cannes à la sélection de la Semaine de la critique et le 30 janvier 2010 en compétition au Festival international du film fantastique de Gérardmer.
Quant à l'Espagne, il a été vu le 2 octobre 2009 au Festival international du film de Catalogne.

### Sorties
Après la première sortie internationale en Finlande le 25 décembre 2009, Hierro est projeté le 15 janvier 2010 en Espagne. En France, il sortira en DVD le 24 novembre 2010.